# Super Mario 64 DS
Super Mario 64 DS és un videojoc desenvolupat per Nintendo DS; aquest va ser la primera reedició per a aquesta consola. La seva data de sortida va ser el 21 de novembre de 2004 a Amèrica, el 2 de desembre al Japó i a partir de 2005 en la resta del món. Després d'haver cessat les seves vendes en 2009, aquestes es van reprendre al novembre del 2011 amb un nou empaquetat Color vermell en lloc de l'empaquetat original negre. Super Mario 64 DS va aconseguir vendre 9 milions d'unitats. Aquest joc va canviar la perspectiva de la Nintendo DS al mostrar-se l'apartat gràfic del joc, considerat excepcional, de màxima qualitat i amb un motor 3D impressionant.

## Història
Super Mario 64 DS s'inicia igual que Super Mario 64, rebent Mario una invitació de la Princesa Peach en la qual escriu:
"Estimat Mario: vine per favor al castell. He fet un pastís per a tu. Sincerament teva, Princesa Toadstool, Peach".
A diferència del joc original, aquesta vegada també apareixen Luigi i Wario, i els tres (igual que la princesa) acaben sent segrestats per Bowser. Després que els tres entrin al castell, Yoshi, qui s'havia quedat fora, comença a preocupar-se per Mario i els seus amics, ja que aquests triguen a sortir i decideix entrar a buscar-los.
Malaugradament tot el regne ja ha estat envaït per les forces fosques i la princesa ha desaparegut. Aquesta serà mostrada per mitjà de revelacions disposades a tot arreu en forma d'avisos i endevinalles indispensables que transporten a dimensions desconegudes. Si aquestes són resoltes, portaran a la seva alliberació i a la tornada de la pau definitiva.
Durant el transcurs del joc, Yoshi haurà de trobar els seus amics i, junts, hauran de recuperar les 150 estels de poder (30 estels més que en l'original) que es troben amagades per tot el castell i que concediran, cada cop més, la possibilitat de frustrar la missió dels sequaços de Bowser i de rescatar a la Princesa Peach, el que s'acaba aconseguint en una terrible batalla contra el mateix Bowser. Al final, Mario i els seus amics delectaran el pastís que havien estat esperant.

## Personatges

### Yoshi
És el primer personatge manejable en el joc. És una mica més feble que la resta, ja que no pot donar cops de puny. No obstant, pot empassar-se als enemics grans i petits, i convertir-los en ous que es poden llançar. Ell serà l'encarregat de salvar a Mario.
- Efecte de la Flor de Poder:
  - Llançaflames. Al menjar-se una Flor de Poder, Yoshi pot escopir foc durant uns segons.
- Color del conill: groc
- Habilitats especials:
  - Empassar enemics, convertir-los en ous i llançar-los.
  - Fer puntades de peu en l'aire. Quan saltes, pots mantenir premut el botó B per picar de peus en l'aire. D'aquesta manera, Yoshi podrà guanyar una mica més d'altura i arribar així a llocs menys accessibles.

### Mario
Està atrapat amb Luigi i Wario al castell i és alliberat per Yoshi. Posseeix una gamma equilibrada de moviments. Luigi i Yoshi salten més que ell, però Mario té un moviment exclusiu: pot saltar impulsant-se en la paret. Serà ell qui alliberi a Luigi. Torna com a personatge principal i es desbloqueja a l'Habitació de Peach, en el quadre de Mario, lloc al que s'accedeix a través de la calaixera de minijocs amb 8 estels. És l'únic personatge que es pot enfrontar a Bowser en el cel (última batalla).
- Efecte de la Flor de Poder:
  - Globus. Al prendre una Flor de Poder, Mario s'infla com un globus durant uns segons. Això li permet flotar cap a llocs accessibles.
- La Ploma. Aquest objecte és exclusiu de Mario, excepte en el mode VS. Aquest afegaeix ales a la seva gorra i li permet, gràcies a un triple salt, volar poer un temps mitjanament llarg però limitat, al igual que en el Super Mario 64 original.
- Color del conill: rosa
- Habilitat especial:
  - Cop de peu en la paret. Quan Mario estigui caient tot tocant una paret, prem el botó B perquè doni un cop de peu a aquesta i arribi més lluny.

### Luigi
Està atrapat a la Mansió Encantada, en el quadre de Luigi, i és alliberat per Mario. Destaca per les seves grans habilitats de salt i flexibilitat, que obté gràcies a les seves cames llargues. També pot córrer sobre l'aigua per temps limitat.
- Efecte de la Flor de Poder: 
  - Invisibilitat. Aquest efecte venia amb la gorra invisible en Super Mario 64. Quan es pren una Flor de Poder, Luigi es torna invisible. En aquest estat, és capaç d'anar a través de reixetes, gàbies, barrots i enemics.
- Color del conill: verd
- Habilitats especials:
  - Córrer per sobre de l'aigua durant un període curt.
  - Salt helicòpter. Aquest salt és exclusiu de Luigi i es dona al realitzar un mortal cap enrere per alentir la caiguda.
  - Córrer en l'aire. Aquesta habilitat és gairebé igual a la de Yoshi, ja que no serveix per elevar-se una mica en l'aire, sinó que suavitza la caiguda. Aquest salt és molt útil si es cau des d'un lloc elevat.

### Wario
Està atrapat amb Mario i Luigi al castell i és alliberat per Luigi. Encara que no té la velocitat i l'agilitat dels seus companys, degut al seu pes, destaca per la seva incomparable força. Aquest pot destruir els objectes i enemics més resistents i enviar-los lluny amb un sol cop molt fort i és capaç de trencar els blocs negres, una habilitat que no posseeixen els seus companys. El personatge es desbloqueja a l'habitació del gran mirall, a la segona planta del castell, amb l'ajuda del Luigi invisible.
- Efecte de la Flor de Poder: 
  - Wario de metall. Aquest efecte es trobava disponible en la gorra de metall del Super Mario 64 original. Quan es pren una Flor de Poder, Wario es torna de metall. La seva transformació li proporciona un pes extra que farà que aquest sigui capaç de caminar sense ser arrossegat pels corrents d'aigua o vent durant un temps limitat.
- Color del conill: taronja.
- Habilitats especials:
  - Destruir els blocs negres.[4]

## Novetats
- Super Mario 64 DS és un joc similar al seu predecessor, però degut a l'avanç tecnològic de la Nintendo DS, aquest incorpora noves característiques i a més a més és similar al concepte de 1996.
- Es va redissenyar el mecanisme de càmeres.
- Els personatges han estat recreats amb un nou motor gràfic 3D, degut a les possibilitats de Nintendo DS quant a potencial gràfic.
- També s'han col·locat 30 estels més que en el títol original, sent aquest cop un total de 150 estels de poder, un estel més per cada nivell i 15 estels secrets més en el castell, dels quals hi haurà alguns que únicament es podran aconseguir amb un personatge específic.
- Transcendeix la relació entre els conills i els minijocs. Mentre en l'original hi havia exclusivament dos conills que donaven un estel cadascun, ara hi hauran 28 conills de 4 colors diferents (7 per cada personatge), i per cada conill que s'aconsegueixi capturar, en comptes de rebre un estel, l'usuari rebrà una clau per a la calaixera de la princesa, des d'on es podran jugar als jocs que es vagin aconseguint. A més a més dels 7 minijocs que es desbloquegen amb cada personatge capturant als conills, al principi ja existeixen 2 minijocs per cada personatge, havent-hi un total de 9 minijocs per personatge, és a dir, 36 minijocs en total.

- A més a més dels conills de colors pels personatges, també existeixen 8 conills més de color blanc brillant, que són més ràpids que els altres, i apareixen de manera aleatòria en les sales del castell. Quan han sigut capturats tots, l'últim d'aquests dona a l'usuari una gran clau per poder entrar a una sala especial (l'anomenada sala blanca o buida) on es guarda un dels estels secrets del joc.

- Una de les novetats de Super Mario 64 DS més atractives pel que fa a l'original és el maneig de Yoshi en comptes de Mario a l'inici de l'aventura i el maneig de fins a 4 personatges diferents.

- Gràcies a la connexió sense fil delNintendo DS, poden jugar fins a 4 jugadors en el nou mode Vs. implementat en aquesta versió. Aquest consisteix en una batalla per 5 estels de poder/ platejats en quatre nivells especials diferents, controlant cadascun dels jugadors a un Yoshi, amb la capacitat de transformar-se en Mario, Luigi o Wario a través dels nivells.

## Desenvolupament
Super Mario 64 DS va ser desenvolupat per Nintendo Entertainment Analysis and Development i publicat per Nintendo per a la Nintendo DS. Aquest joc també inclou moltes característiques del cancel·lat Super Mario 64 2 com la jugabilitat, el mode multijugador i la història. És una nova versió del títol de llançament del Nintendo 64, Super Mario 64, amb el motor 3D del joc reflectint molts efectes visuals utilitzats en el joc original. Els canvis gràfics inclouen un nombre més gran de polígons pels models de caràcters i la falta de filtrat de textures. Originalment anomenat "Super Mario 64 × 4", aquest va ser mostrat per primera vegada com un demo multijugador en l'E3 2004 abans del llançament del Nintendo DS. Uns mesos més tard, Nintendo va anunciar que un joc real -juntament amb molts altres- estava en desenvolupament. En la conferència de Nintendo DS el 7 d'octubre de 2004, el joc va tornar a ser un demo i es va revelar informació nova; El nom va ser canviat a Super Mario 64 DS i quatre personatges diferents (Mario, Luigi, Yoshi i Wario) s'utilitzarien en l'aventura principal. La demostració era una versió més completa del joc que la versió E3 -el desenvolupament del joc estava completat en un 90 % en aquell moment-, ja que ressaltava els múltiples personatges en el mode per a un sol jugador i incloïa minijocs; el mode multijugador, no obstant això, no estava present. Abans de la conferència, l'aparició de l'art de la caixa a la pàgina del producte de GameStop va causar l'especulació de que el joc seria un títol de llançament. Nintendo va confirmar el rumor al anunciar en la conferència que el joc seria un títol de llançament de la Nintendo DS a Amèrica del Nord i Japó. A mesura que s'apropava el llançament del joc, el calendari de llançament dels títols de llançament s'alterava. Molts títols es van retardar, mentre que altres van ser anunciats per ser llançats uns dies abans que la Nintendo DS. Super Mario 64 DS va ser l'únic joc programat per ser llançat amb el sistema. Kenta Nagata va proporcionar música addicional per al joc, mentre que els actors de veu de Super Mario 64 van tornar també i aquest cop, Kazumi Totaka es va unir a l'elenc, interpretant el paper de Yoshi.

## Recepció

### Vendes
Super Mario 64 DS ha tingut èxit comercial. Després del seu llançament al Japó, el joc va vendre 241.000 còpies abans del 19 de desembre de 2004, i va ser el cinquè títol més venut en el gràfic setmanal de vendes d'aquella setmana. Les vendes van continuar augmentant, i Super Mario 64 DS havia venut 639.000 unitats pel 20 de febrer de 2005. El joc va aparèixer amb freqüència en les llistes de vendes d'Amazon.com. En la primera setmana de juny de 2006, aquest va ser catalogat com el sisè títol més venut deNintendo DS, i havia pujat al número tres en l'última setmana del mes. El joc va aparèixer una altra vegada prop del final de juliol de 2006 com el vuitè títol supervendes. A principis de 2008, els gràfics d'Amazon.com van classificar el joc com el setè títol de la millor venda de Nintendo DS als Estats Units. Al novembre de 2006, el joc havia venut més d'un milió d'unitats a Europa, i, cap al final de 2007, més de dos milions de còpies alsEstats Units. Al 30 de setembre de 2015, Super Mario 64 DS ha venut 11,06 milions de còpies a tot el món.

### Recepció de la crítica
El joc ha guanyat premis i va rebre crítiques positives de periodistes de videojocs. Després del seu llançament, IGN ho va etiquetar com a "Editor's Choice" i li va concedir el premi "Game of the Month" (joc del mes) per la Nintendo DS, citant el joc com un "gran assoliment" de la capacitat del sistema. Al 2005, el joc va guanyar un Golden Joystick Award pel millor videojoc portàtil de l'any. Abans del llançament del joc, Craig Harris d'IGN va realitzar una crítica del demo. Aquest va fer comentaris sobre la recreació exacta dels gràfics originals, i va afirmar que la pantalla petita de la Nintendo DS ajuda a ocultar qualsevol defecte visual. Harris va criticar els controls del joc, ja que els va considerar una mica "lents" i "maldestres". Encara que va elogiar els gràfics i les noves addicions de joc, Harris va expressar la seva decepció per que el títol de llançament de Mario per al nou sistema fos una nova versió de Super Mario 64 en lloc d'un joc complet. Anoop Gantayat d'IGN va anticipar que el joc seria un gran èxit entre els entusiastes de videojocs nord-americans. Al Japó, Famitsu va classificar a Super Mario 64 DS com el títol 29º més buscat.
Els revisors van elogiar la recreació exacta del joc Super Mario 64, amb característiques addicionals i millores. Phil Theobald de GameSpy va elogiar a Super Mario 64 DS, qualificant-ho de "fantàstic" i complementant les noves característiques: els minijocs, l'ús d'una segona pantalla i els estels addicionals. També va comentar que la jugabilitat del joc original se sosté deu anys després del seu llançament. Harris va dir que la sensació original de Super Mario 64 es manté, mentre que els nous desafiaments i característiques es basen en ell d'una manera que es suma a la longevitat del joc. Va complementar els gràfics i àudio, i va considerar el joc una bona demostració de les capacitats de la Nintendo DS. Jeff Gerstmann de GameSpot també va complementar els gràfics, específicament el comptatge de polígons més alt i la velocitat de fotogrames llisa. Va anomenar Super Mario 64 DS una "gran actualització d'un joc clàssic", i va sentir que els canvis i les característiques addicionals oferien una nova experiència als fans de l'original. Per contra, Jeroin Parish de 1UP.COM sentia que el joc no oferia suficient contingut nou per garantir una compra. Va elogiar la inclusió de personatges addicionals, considerant-los "un bon gir", però va concloure la seva revisió classificant el joc d'una "adaptació mal concebuda" que hauria de ser jugada en el sistema original.
Altres crítiques es van centrar en els controls del joc i el mode multijugador. Theobald va sentir que la manca d'una palanca analògica feia els controls més difícils que en el joc original i requeria un curt període d'ajustament. A més a més, va afirmar que el control analògic virtual del coixinet digital i de la pantalla tàctil eren "difícils", i es requeria  pràctica per manejar-los. Harris va fer ressò de comentaris similars i va assenyalar que la pantalla tàctil no proporcionava retroalimentació física com una palanca analògica. Va afegir que el joc mai havia estat dissenyat per ser jugat sense els controls analògics adequats. Gerstmann es va referir al mode multijugador com "no molt notable" i va considerar que aquest mancava de longevitat, però va comentar que era un bon complement que va servir per demostrar les capacitats sense fils del multijugador del sistema. Theobald van coincidir que era una bona addició, però el va considerar una "distracció" de la que els jugadors es cansarien ràpidament.